# Jeremy Spenser
Jeremy Spenser (* 18. Juli 1937 in London als Jeremy John Dornhurst de Sarem) ist ein ehemaliger britischer Schauspieler.

## Leben
Jeremy Spenser machte sein Filmdebüt im Jahr 1948 in der Tolstoi-Literaturverfilmung Anna Karenina an der Seite von Vivien Leigh. Im folgenden Jahr spielte er in der schwarzen Komödie Adel verpflichtet die Rolle des späteren Serienmörders Louis Mazzini als Kind. In den 1950er-Jahren galt Spenser als vielversprechender Jungschauspieler des britischen Kinos. Er spielte unter anderem den jugendlichen König Nicolas in Der Prinz und die Tänzerin (1957) an der Seite von Laurence Olivier und Marilyn Monroe sowie einen sympathischen Offizier in Fähre nach Hongkong (1959) neben Curd Jürgens und Orson Welles. 
In den 1960er-Jahren ließen die Rollenangebote für Jeremy Spenser langsam nach. Seine letzte Filmrolle übernahm Spenser 1966 als „Mann mit dem Apfel“ in Fahrenheit 451 unter Regie von François Truffaut. Wenig später zog sich Spenser von der Schauspielerei zurück. Über sein späteres Leben ist fast nichts bekannt. Im Guardian-Nachruf auf seinen älteren Bruder David Spenser, der ebenfalls Schauspieler war und 2013 verstarb, wird Jeremy Spenser allerdings als lebender Verwandter erwähnt.

## Filmografie (Auswahl)
- 1948: Anna Karenina
- 1949: Adel verpflichtet (Kind Hearts and Coronets)
- 1949: Der Meisterdieb von Paris (The Spider and the Fly)
- 1950: Das tanzende Wien (The Dancing Years)
- 1952: Weiße Frau im Dschungel (The Planter’s Wife)
- 1955: Der Mann, der Rothaarige liebte (The Man Who Loved Redheads)
- 1955: Traum meines Lebens (Summertime)
- 1956: Wie herrlich, jung zu sein (It’s Great to Be Young!)
- 1957: Der Prinz und die Tänzerin (The Prince and the Showgirl)
- 1959: Fähre nach Hongkong (Ferry to Hong Kong)
- 1961: Der römische Frühling der Mrs. Stone (The Roman Spring of Mrs. Stone)
- 1962: Ein Toter sucht seinen Mörder (The Brain)
- 1964: King and Country – Für König und Vaterland (King & Country)
- 1965: Wer einen Tiger reitet (He Who Rides a Tiger)
- 1965: Geheimaktion Crossbow (Operation Crossbow)
- 1965: Geheimauftrag für John Drake (Danger Man; Fernsehserie, 1 Folge)
- 1966: Fahrenheit 451
- 1967: Der Mann mit dem Koffer (Man in a Suitcase; Fernsehserie, 1 Folge)